# میرزایان
میرزایان (زبان ارمنی: Միրզայան), یکی از نام‌های خانوادگی رایج در میان ارمنیان می‌باشد.
- آلکساندر میرزایان
- زورایر میرزایان
- میکائیل میرزایان
- یوسف میرزایانس